# Oscar Brevi
Oscar Arnaldo Brevi (Milano, 15 dicembre 1967) è un allenatore di calcio ed ex calciatore italiano, di ruolo difensore, tecnico della formazione Primavera del Monza.

## Biografia
È fratello di Ezio, a sua volta allenatore ed ex calciatore.

## Carriera

### Giocatore
Ha esordito con la Gallaratese, ha poi vestito le maglie di molte squadre lombarde, principalmente quella del Como con la quale ha anche esordito in Serie A.
Nel gennaio del 2003 passa al Palermo, in Serie B. Dopo 16 presenze, a fine stagione resta svincolato.
È stato il capitano del primo Torino del nuovo patron Urbano Cairo, nel periodo in cui Gianni De Biasi era l'allenatore, cioè nella stagione 2005-2006 e in parte della 2006-2007.
Nel luglio 2007 si è trasferito al Venezia assieme al fratello Ezio ed il 30 giugno 2008 è stato ufficialmente presentato come nuovo acquisto del Como, quale punto fermo della difesa per la stagione 2008-2009.

### Allenatore
Il 20 ottobre 2009, dopo 5 presenze nella nuova stagione, decide di ritirarsi dal calcio giocato a quasi 42 anni e di accettare l'offerta per allenare il Como in coppia con Ottavio Strano, al posto dell'esonerato Stefano Di Chiara.
Nella stagione 2010-2011 riappare sulla panchina comasca, affiancato stavolta da Carlo Garavaglia.
Il 6 giugno 2011 diventa l'allenatore della Cremonese firmando un contratto biennale; il suo secondo è Carlo Garavaglia. Porta la squadra al quinto posto nel girone B perdendo la semifinale play-off contro il Trapani. Il 25 settembre 2012 viene sollevato dall'incarico di allenatore.
Il 5 giugno 2013 firma un contratto di un anno con opzione per il secondo con il Catanzaro non venendo tuttavia confermato per la stagione successiva dopo un quarto posto finale e una semifinale di play-off raggiunta.
Il 7 giugno 2014 viene chiamato ad allenare la SPAL venendo esonerato il 7 dicembre alla stregua degli scarsi risultati conseguiti.
Il 23 luglio 2015, viene ufficialmente annunciato come nuovo tecnico della Torres, in Lega Pro, ma si dimette il 19 agosto per motivi personali e familiari.
Il 13 ottobre seguente diventa il nuovo allenatore del Rimini, sostituendo l'esonerato Alessandro Pane, ma il 9 gennaio successivo viene esonerato anch'egli a causa del ko contro l'Arezzo, con i biancorossi in piena zona play-out al quindicesimo posto. Gli subentra Leonardo Acori.
Il 10 giugno 2016 viene nominato nuovo allenatore del Padova. Al termine della stagione 2016-2017, rimane svincolato, dopo che la società biancoscudata, ha deciso di non rinnovargli il contratto per la stagione successiva.
Il 6 novembre 2017, viene nominato nuovo allenatore del Fano al posto dell'esonerato Agatino Cuttone.
Il 4 giugno 2018 viene annunciato come prossimo allenatore del Renate. Viene esonerato il 15 ottobre 2018.
Il 26 novembre 2019 subentra all'esonerato Michele Filippi sulla panchina dell'Olbia con la squadra al penultimo posto in classifica salvandola avendo la meglio sul Giana Erminio ai play-out (1-0 e 1-1) prima di essere sostituito da Max Canzi.
Rimasto senza panchina, il 9 dicembre 2020 viene ingaggiato proprio dal club di Gorgonzola per subentrare a Cesare Albè, al quale viene riaffidato il ruolo di vice presidente con delega all'area tecnica. Subentra con la squadra al diciassettesimo posto, a fine stagione centra la salvezza raggiungendo il quattordicesimo posto, in seguito viene confermato per la stagione successiva. Il 10 novembre viene esonerato con la squadra terzultima in classifica.
Il 5 dicembre 2022 viene annunciato come nuovo tecnico della Vis Pesaro, in Serie C, al posto dell'esonerato David Sassarini. Il 3 aprile 2023 viene esonerato e sostituito da Simone Banchieri.
Il 12 marzo 2024, dopo quasi un anno di inattività, diventa il nuovo allenatore della Primavera del Monza.

## Statistiche

### Presenze e reti nei club
| Stagione           | Squadra            | Campionato         | Campionato | Campionato | Coppe nazionali | Coppe nazionali | Coppe nazionali | Coppe europee | Coppe europee | Coppe europee | Altre coppe | Altre coppe | Altre coppe | Totale | Totale |
| Stagione           | Squadra            | Comp               | Pres       | Reti       | Comp            | Pres            | Reti            | Comp          | Pres          | Reti          | Comp        | Pres        | Reti        | Pres   | Reti   |
| ------------------ | ------------------ | ------------------ | ---------- | ---------- | --------------- | --------------- | --------------- | ------------- | ------------- | ------------- | ----------- | ----------- | ----------- | ------ | ------ |
| 1990-1991          | Gallaratese        | Int                | 32         | 0          | CI-D            | ?               | ?               | -             | -             | -             | -           | -           | -           | 32+?   | 0+?    |
| 1991-1992          | Gallaratese        | Ecc                | ?          | ?          | CI-D            | ?               | ?               | -             | -             | -             | -           | -           | -           | ?      | ?      |
| 1992-1993          | Gallaratese        | D                  | 29         | 2          | CI-D            | ?               | ?               | -             | -             | -             | -           | -           | -           | 29+?   | 2+?    |
| 1993-1994          | Gallaratese        | D                  | 30         | 3          | CI-D            | ?               | ?               | -             | -             | -             | -           | -           | -           | 30+?   | 3+?    |
| Totale Gallaratese | Totale Gallaratese | Totale Gallaratese | 91+?       | 5+?        |                 | ?               | ?               |               | -             | -             |             | -           | -           | 91+?   | 5+?    |
| 1994-1995          | Corsico            | D                  | 31         | 1          | CI-D            | ?               | ?               | -             | -             | -             | -           | -           | -           | 31+?   | 1+?    |
| 1995-1996          | Solbiatese         | C2                 | 33         | 3          | CI-C            | ?               | ?               | -             | -             | -             | -           | -           | -           | 33+?   | 3+?    |
| 1996-1997          | Solbiatese         | C2                 | 30+2       | 0+1        | CI-C            | ?               | ?               | -             | -             | -             | -           | -           | -           | 32+?   | 1+?    |
| Totale Solbiatese  | Totale Solbiatese  | Totale Solbiatese  | 63+2       | 3+1        |                 | ?               | ?               |               | -             | -             |             | -           | -           | 65+?   | 4+?    |
| 1997-1998          | Lumezzane          | C1                 | 30+2       | 0+0        | CI-C            | ?               | ?               | -             | -             | -             | -           | -           | -           | 32+?   | 0+?    |
| 1998-1999          | Lumezzane          | C1                 | 31+2       | 2+0        | CI+CI-C         | 2+?             | 1+?             | -             | -             | -             | -           | -           | -           | 35+?   | 3+?    |
| 1999-2000          | Lumezzane          | C1                 | 29+2       | 1+0        | CI+CI-C         | 5+?             | 1+?             | -             | -             | -             | -           | -           | -           | 36+?   | 2+?    |
| Totale Lumezzane   | Totale Lumezzane   | Totale Lumezzane   | 90+6       | 3+0        |                 | 7+?             | 2+?             |               | -             | -             |             | -           | -           | 103+?  | 5+?    |
| 2000-2001          | Como               | C1                 | 31+4       | 3+0        | CI-C            | ?               | ?               | -             | -             | -             | -           | -           | -           | 35+?   | 3+?    |
| 2001-2002          | Como               | B                  | 35         | 0          | CI              | 6               | 0               | -             | -             | -             | -           | -           | -           | 41     | 0      |
| 2002-gen. 2003     | Como               | A                  | 11         | 0          | CI              | 2               | 0               | -             | -             | -             | -           | -           | -           | 11     | 2      |
| gen.-giu. 2003     | Palermo            | B                  | 16         | 0          | CI              | -               | -               | -             | -             | -             | -           | -           | -           | 16     | 0      |
| 2003-2004          | Ascoli             | B                  | 35         | 1          | CI              | 1               | 0               | -             | -             | -             | -           | -           | -           | 36     | 1      |
| 2004-2005          | Ascoli             | B                  | 33+2       | 1+0        | CI              | 3               | 0               | -             | -             | -             | -           | -           | -           | 38     | 1      |
| Totale Ascoli      | Totale Ascoli      | Totale Ascoli      | 68+2       | 2+0        |                 | 4               | 0               |               | -             | -             |             | -           | -           | 74     | 2      |
| 2005-2006          | Torino             | B                  | 33+4       | 1+0        | -               | -               | -               | -             | -             | -             | -           | -           | -           | 37     | 1      |
| 2006-2007          | Torino             | A                  | 22         | 0          | CI              | 1               | 0               | -             | -             | -             | -           | -           | -           | 23     | 1      |
| Totale Torino      | Totale Torino      | Totale Torino      | 55+4       | 1+0        |                 | 1               | 0               |               | -             | -             |             | -           | -           | 60     | 1      |
| 2007-2008          | Venezia            | C1                 | 28         | 1          | CI-             | ?               | ?               | -             | -             | -             | -           | -           | -           | 36+?   | 1+?    |
| 2008-2009          | Como               | 2D                 | 28+4       | 1+0        | CI-LP           | ?               | ?               | -             | -             | -             | -           | -           | -           | 32+?   | 1+?    |
| lug.-ott. 2009     | Como               | 1D                 | 8          | 0          | CI+CI-LP        | 1+?             | 0+?             | -             | -             | -             | -           | -           | -           | 9+?    | 0+?    |
| Totale Como        | Totale Como        | Totale Como        | 113+8      | 4+0        |                 | 9+?             | 0+?             |               | -             | -             |             | -           | -           | 130+?  | 4+?    |
| Totale carriera    | Totale carriera    | Totale carriera    | 577+?      | 21+?       |                 | 21+?            | 2+?             |               | -             | -             |             | -           | -           | 598+?  | 23+?   |

### Statistiche da allenatore
Statistiche aggiornate al 3 aprile 2023.
| Stagione             | Squadra              | Campionato           | Campionato | Campionato | Campionato | Campionato | Coppe nazionali | Coppe nazionali | Coppe nazionali | Coppe nazionali | Coppe nazionali | Coppe continentali | Coppe continentali | Coppe continentali | Coppe continentali | Coppe continentali | Altre coppe | Altre coppe | Altre coppe | Altre coppe | Altre coppe | Totale | Totale | Totale | Totale | % Vittorie | Piazzamento |
| Stagione             | Squadra              | Comp                 | G          | V          | N          | P          | Comp            | G               | V               | N               | P               | Comp               | G                  | V                  | N                  | P                  | Comp        | G           | V           | N           | P           | G      | V      | N      | P      | %          | Piazzamento |
| -------------------- | -------------------- | -------------------- | ---------- | ---------- | ---------- | ---------- | --------------- | --------------- | --------------- | --------------- | --------------- | ------------------ | ------------------ | ------------------ | ------------------ | ------------------ | ----------- | ----------- | ----------- | ----------- | ----------- | ------ | ------ | ------ | ------ | ---------- | ----------- |
| ott. 2009-2010       | Como                 | 1D                   | 25         | 8          | 9          | 8          | CI+CI-LP        | -               | -               | -               | -               | -                  | -                  | -                  | -                  | -                  | -           | -           | -           | -           | -           | 25     | 8      | 9      | 8      | 32,00      | Sub., 12º   |
| 2011-2012            | Cremonese            | 1D                   | 34+2       | 15         | 10+2       | 9          | CI-LP           | 5               | 2               | 1               | 2               | -                  | -                  | -                  | -                  | -                  | -           | -           | -           | -           | -           | 41     | 17     | 13     | 11     | 41,46      | 5º          |
| lug.-set. 2012       | Cremonese            | 1D                   | 4          | 1          | 2          | 1          | CI+CI-LP        | 3+0             | 2+0             | 0+0             | 1+0             | -                  | -                  | -                  | -                  | -                  | -           | -           | -           | -           | -           | 7      | 3      | 2      | 2      | 42,86      | Eson.       |
| Totale Cremonese     | Totale Cremonese     | Totale Cremonese     | 40         | 16         | 14         | 10         |                 | 8               | 4               | 1               | 3               |                    | -                  | -                  | -                  | -                  |             | -           | -           | -           | -           | 48     | 20     | 15     | 13     | 41,67      |             |
| 2013-2014            | Catanzaro            | 1D                   | 32+1       | 13         | 16         | 3+1        | CI-LP           | 4               | 2               | 0               | 2               | -                  | -                  | -                  | -                  | -                  | -           | -           | -           | -           | -           | 37     | 15     | 16     | 6      | 40,54      | 4º          |
| lug.-dic. 2014       | SPAL                 | LP                   | 16         | 6          | 3          | 7          | CI-LP           | 4               | 3               | 1               | 0               | -                  | -                  | -                  | -                  | -                  | -           | -           | -           | -           | -           | 20     | 9      | 4      | 7      | 45,00      | Eson.       |
| ott. 2015-gen. 2016  | Rimini               | LP                   | 11         | 2          | 3          | 6          | CI-LP           | -               | -               | -               | -               | -                  | -                  | -                  | -                  | -                  | -           | -           | -           | -           | -           | 11     | 2      | 3      | 6      | 18,18      | Sub., Eson. |
| 2016-2017            | Padova               | LP                   | 38+1       | 19         | 9          | 10+1       | CI+CI-LP        | 1+5             | 0+3             | 1+1             | 0+1             | -                  | -                  | -                  | -                  | -                  | -           | -           | -           | -           | -           | 44     | 22     | 11     | 11     | 50,00      | 4º          |
| nov. 2017-2018       | Fano                 | C                    | 24         | 8          | 9          | 7          | CI-C            | -               | -               | -               | -               | -                  | -                  | -                  | -                  | -                  | -           | -           | -           | -           | -           | 24     | 8      | 9      | 7      | 33,33      | Sub., 13º   |
| lug.-ott. 2018       | Renate               | C                    | 6          | 1          | 2          | 3          | CI+CI-C         | 1+0             | 0+0             | 0+0             | 1+0             | -                  | -                  | -                  | -                  | -                  | -           | -           | -           | -           | -           | 7      | 1      | 2      | 4      | 14,29      | Eson.       |
| nov. 2019-2020       | Olbia                | C                    | 11+2       | 3+1        | 5+1        | 3          | CI-C            | -               | -               | -               | -               | -                  | -                  | -                  | -                  | -                  | -           | -           | -           | -           | -           | 13     | 4      | 6      | 3      | 30,77      | Sub., 18º   |
| dic. 2020-2021       | Giana Erminio        | C                    | 24         | 7          | 10         | 7          | -               | -               | -               | -               | -               | -                  | -                  | -                  | -                  | -                  | -           | -           | -           | -           | -           | 24     | 7      | 10     | 7      | 29,17      | Sub., 14º   |
| ago.-nov. 2021       | Giana Erminio        | C                    | 13         | 2          | 5          | 6          | CI-C            | 2               | 0               | 1               | 1               | -                  | -                  | -                  | -                  | -                  | -           | -           | -           | -           | -           | 15     | 2      | 6      | 7      | 13,33      | Eson.       |
| Totale Giana Erminio | Totale Giana Erminio | Totale Giana Erminio | 37         | 9          | 15         | 13         |                 | 2               | 0               | 1               | 1               |                    | -                  | -                  | -                  | -                  |             | -           | -           | -           | -           | 39     | 9      | 16     | 14     | 23,08      |             |
| dic. 2022-apr. 2023  | Vis Pesaro           | C                    | 18         | 4          | 5          | 9          | CI-C            | -               | -               | -               | -               | -                  | -                  | -                  | -                  | -                  | -           | -           | -           | -           | -           | 18     | 4      | 5      | 9      | 22,22      | Sub., Eson. |
| Totale carriera      | Totale carriera      | Totale carriera      | 262        | 90         | 91         | 81         |                 | 25              | 12              | 5               | 8               |                    | -                  | -                  | -                  | -                  |             | -           | -           | -           | -           | 287    | 102    | 96     | 89     | 35,54      |             |

## Palmarès

### Giocatore

#### Competizioni regionali
- Eccellenza: 1

Gallaratese: 1991-1992

#### Competizioni nazionali
- Campionato italiano di Serie B: 1

Como: 2001-2002